# Violoncello piccolo
Il violoncello piccolo è uno strumento identico al violoncello ma di ridotte dimensioni che, forse, assolveva il ruolo di tenore sovrapponendosi nella copertura dello spazio, tra viola e violoncello, occupato dalla viola tenore (da braccio), altro strumento scomparso in epoca moderna. È dotato di 4 o 5 corde nell'accordatura do-sol-re-la-mi, do-sol-re-la-re, oppure nella versione con quattro corde sol-re-la-mi, sol-re-la-re o più raramente con la stessa accordatura del violoncello: do-sol-re-la. Probabilmente si tratta di strumenti residuali derivati dall'epoca in cui non erano ancora convenzionalmente stabilite le forme classiche di tutta la famiglia del violino come, ad esempio, il violino piccolo utilizzato anche da J.S. Bach nel primo Concerto brandeburghese BWV 1046 o, nel registro grave, i basse de violon presenti in Francia almeno sino a fine '600. 
Si suona in modo analogo al violoncello.

## Repertorio
- Giovanni Battista Sammartini, Concerto in Do maggiore per violoncello piccolo e archi

### Johann Sebastian Bach
Tale strumento è utilizzato da Johann Sebastian Bach in:
- Bleib bei uns, denn es will Abend werden (BWV 6)
- Jesu, nun sei gepreiset (BWV 41)
- Ich geh und suche mit Verlangen (BWV 49)
- Also hat Gott die Welt geliebt (BWV 68)
- Gott ist mein König (BWV 71)
- Ich bin ein guter Hirt (BWV 85)
- Mache dich, mein Geist, bereit (BWV 115)
- Er rufet seinen Schafen mit Namen (BWV 175)
- Schmücke dich, o liebe Seele (BWV 180)
- Sie werden euch in den Bann tun (BWV 183)
- Mein Herze schwimmt im Blut (BWV 199)

Secondo la maggioranza degli studiosi, il violoncello piccolo a cinque corde è anche lo strumento per cui è scritta la sesta suite per violoncello solo BWV 1012 di Bach.
Secondo ricostruzioni storiche del passato, lo strumento per cui fu scritta la sesta suite sarebbe la viola pomposa, tuttavia tale ipotesi presenta numerosi problemi e oggi invece si ritiene che tale suite sia stata scritta più verosimilmente per il violoncello piccolo. Mark Mervyn Smith sostiene che verso la fine del XVIII secolo si sia cominciato a dare al violoncello piccolo a 5 corde il nome di viola pomposa, che fino a quel momento era stato utilizzato per uno strumento non ben identificato di tessitura alta.

### Trascrizioni
Molti brani per violoncello, viola da gamba, arpeggione e violino (in quest'ultimo caso specialmente le sonate e partite per violino solo) vengono trascritti per violoncello piccolo e ve ne sono numerose registrazioni. Celebre è la registrazione di tutte le suites per violoncello solo suonate da Anner Bijlsma (la sesta con un violoncello piccolo).

## Discografia essenziale
Suites per violoncello solo
- Anner Bijlsma, 1992 - Suites per Violoncello Solo, BWV 1007 - 1012 (Sony Classical Vivarte Series S2K 48 047)
- Pieter Wispelwey, 1998 - 6 Suites per Violoncello Solo Senza Basso (Channel Classics CCS 12298)
- Jaap ter Linden, 2006 - Suite per violoncello n.1 - 6 (Brilliant Classics 93132)
- Ophélie Gaillard, 2010 - Cello Suites - Aparté AP017